# Gonomyia abyssa
Gonomyia abyssa là một loài ruồi trong họ Limoniidae. Chúng phân bố ở miền Tân bắc.